# 沈惟敬
沈惟敬（1537年—1597年），嘉興（今浙江省嘉興市）人，一说平湖人。明朝政治人物，市井出身。沈惟敬在萬曆朝鮮戰爭爆發時奉命出使朝鮮與日本談判。

## 生平
父沈坤，家境殷实，后来家道中落。嘉靖十六年（1537年）沈惟敬出生。早年從軍，後來流落京師，與方士學習煉丹，成為市井無賴。沈氏本人狡黠善辩，明朝官員石星有妾姓袁，其父嗜好燒煉，因此和沈惟敬結識。有溫州人沈嘉旺從日本逃回來，因貧無立錐，被沈惟敬收留。沈嘉旺极为通习倭事，称“关白无他意，始求贡中国，为朝鲜遏，以故举兵，不过折柬可致”。在第一次平壤城之戰後，石星任兵部尚書，为了避免让明朝同时面临两线作战，秘密招募沈惟敬，拜為神機三營游擊將軍，沈嘉旺亦拜指揮，出使朝鮮與日本談判。萬曆二十年（1592年）九月，沈惟敬抵達義州，與小西行長所率领的第一軍談判，讓明朝有更多時間調兵遣將。雙方達成停戰五十日的協議，沈惟敬把沈嘉旺留在平壤作人質。在他談判的同時，宋應昌及時從寧夏調回李如松，讓明朝有了集結軍隊的機會。是年十一月，沈惟敬再至平壤的日军军营，要求日方从朝鲜领土上撤兵，并归还被俘的朝鲜官员，然后再允许日本与明朝通商。日方将领小西行长以无法擅自决定为由，拒绝了沈惟敬的要求。万历二十一年正月，李如松向日军发动进攻，取得了平壤大捷。但翌月，提督李如松的轻敌，明军又在碧蹄馆之战中受挫。雙方重啓議和。
萬曆二十一年（1593年）五月，沈惟敬與小西行長渡船到日本面見豐臣秀吉。沈惟敬與秀吉议定割朝鲜版圖一半给日本，明朝嫁公主给丰臣秀吉等七大条件。沈惟敬擅自答應這七條嚴苛條件，並对同行的谢用锌、徐一贯等人诈称秀吉已同意向明朝称臣，请求封贡，并撤回侵朝日军。明朝派方亨昇為正使、沈惟敬充副使，前去日本進行冊封。沈惟敬實告豐臣秀吉七個條件全盤落空。萬曆二十五年二月，豐臣秀吉再度大舉入侵朝鮮，史称丁酉再乱。萬曆帝對於朝鮮再度被兵一事震怒不已，下令將沈惟敬等人等逮捕，石星後來也遭革職接受調查。兩人又一起下獄。萬曆二十九年（1597年）九月底，沈惟敬與其他牽涉在內的19名人犯處決。

## 延伸阅读
- 郑洁西. . 宁波大学学报（人文科学版）. 2016, 29 (3): 62–67. CNKI nbds201603014.
- 城地孝. . 中国明史学会等  (编). . 南昌: 江西高校出版社. 2019: 105–114. ISBN 978-7-5493-8469-3. doi:10.26914/c.cnkihy.2017.006611.